# Listă de localități din raionul Fălești
Această listă conține satele și orașele din raionul Fălești, Republica Moldova.
| Denumire        | oraș / centru de comună / sat |
| --------------- | ----------------------------- |
| Albinețul Nou   | sat în comuna Albinețul Vechi |
| Albinețul Vechi | centru de comună              |
| Beleuți         | sat în comuna Natalievca      |
| Bocani          | sat (comună)                  |
| Bocșa           | sat în comuna Risipeni        |
| Burghelea       | sat în comuna Ișcălău         |
| Catranîc        | sat (comună)                  |
| Călinești       | centru de comună              |
| Călugăr         | centru de comună              |
| Chetriș         | sat în comuna Călinești       |
| Chetrișul Nou   | sat în comuna Călinești       |
| Ciolacu Nou     | centru de comună              |
| Ciolacu Vechi   | sat în comuna Ciolacu Nou     |
| Ciuluc          | sat în comuna Egorovca        |
| Comarovca       | sat în comuna Natalievca      |
| Cuzmenii Vechi  | sat în comuna Pruteni         |
| Doltu           | sat în comuna Ișcălău         |
| Drujineni       | sat în comuna Pruteni         |
| Egorovca        | centru de comună              |
| Fălești         | oraș, reședință de raion      |
| Făgădău         | sat în comuna Ciolacu Nou     |
| Făleștii Noi    | centru de comună              |
| Frumușica       | sat în comuna Călugăr         |
| Glinjeni        | sat (comună)                  |
| Hiliuți         | centru de comună              |
| Hitrești        | sat în comuna Sărata Veche    |
| Hîncești        | sat în comuna Călinești       |
| Hîrtop          | sat în comuna Scumpia         |
| Horești         | centru de comună              |
| Hrubna Nouă     | sat în comuna Taxobeni        |
| Ilenuța         | sat (comună)                  |
| Ișcălău         | centru de comună              |
| Ivanovca        | sat în comuna Natalievca      |
| Izvoare         | sat (comună)                  |
| Logofteni       | centru de comună              |
| Lucăceni        | sat în comuna Horești         |
| Măgura          | sat în comuna Pietrosu        |
| Măgura Nouă     | sat în comuna Pietrosu        |
| Măgureanca      | sat în comuna Scumpia         |
| Mărăndeni       | sat (comună)                  |
| Moldoveanca     | sat în comuna Logofteni       |
| Musteața        | sat (comună)                  |
| Natalievca      | centru de comună              |
| Năvîrneț        | sat (comună)                  |
| Nicolaevca      | sat în comuna Scumpia         |
| Obreja Nouă     | sat în comuna Obreja Veche    |
| Obreja Veche    | centru de comună              |
| Pervomaisc      | sat în comuna Pompa           |
| Pietrosu        | centru de comună              |
| Pietrosul Nou   | sat în comuna Ciolacu Nou     |
| Pînzăreni       | centru de comună              |
| Pînzărenii Noi  | sat în comuna Pînzăreni       |
| Pîrlița         | sat (comună)                  |
| Pocrovca        | sat în comuna Ciolacu Nou     |
| Pompa           | centru de comună              |
| Popovca         | sat în comuna Natalievca      |
| Pruteni         | centru de comună              |
| Răuțel          | sat (comună)                  |
| Răuțelul Nou    | sat în comuna Hiliuți         |
| Rediul de Jos   | sat în comuna Albinețul Vechi |
| Rediul de Sus   | sat în comuna Albinețul Vechi |
| Risipeni        | centru de comună              |
| Sărata Nouă     | sat în comuna Sărata Veche    |
| Sărata Veche    | centru de comună              |
| Scumpia         | centru de comună              |
| Socii Noi       | sat în comuna Călugăr         |
| Socii Vechi     | sat în comuna Călugăr         |
| Suvorovca       | sat în comuna Pompa           |
| Șoltoaia        | sat în comuna Ciolacu Nou     |
| Taxobeni        | centru de comună              |
| Țapoc           | sat în comuna Natalievca      |
| Unteni          | sat în comuna Horești         |
| Valea Rusului   | sat în comuna Pruteni         |
| Vrănești        | sat în comuna Taxobeni        |